# Pasilly
Pasilly település Franciaországban, Yonne megyében. Lakosainak száma 50 fő (2022. január 1.). Pasilly Argenteuil-sur-Armançon, Censy, Étivey, Moulins-en-Tonnerrois, Sarry és Villiers-les-Hauts községekkel határos.

## Népesség
A település népességének változása:
| Lakosok száma | 54   | 52   | 46   | 45   | 44   | 43   | 47   | 50   |
|               | 2013 | 2015 | 2017 | 2018 | 2019 | 2020 | 2021 | 2022 |